# 琳达·韦尼·法内特里
琳达·韦尼·法内特里（1990年1月18日—），印尼女子羽毛球運動員。

## 簡歷
2010年11月，法内特里代表印尼出戰廣州亞運會，參加羽毛球比賽的女子團體及女子單打項目，奪得女團銅牌。

### 2013年世錦賽
2013年8月，法内特里參加中國廣州舉行的世界羽毛球錦標賽，以9號種子身分出戰女子單打項目。在首圈輪空後，她在第二圈先以2比0輕取西班牙的比阿特丽斯·科拉莱斯晉級；但至第三圈面對頭號種子、中國的李雪芮，就以0比2（9-21、10-21）落敗，16強止步。

### 2014年世錦賽
2014年8月，法内特里參加丹麥哥本哈根舉行的世界羽毛球錦標賽，出戰女子單打項目。在首圈擊敗法國選手後，她在第二圈以2比1反勝14號種子、泰國的妮查恩·金达蓬晉級；但至第三圈面對5號種子、韓國的成池鉉，就以0比2（10-21、16-21）落敗，再次16強止步。

### 2015年世錦賽晉四強
2015年8月，法内特里參加印尼雅加達舉行的世界羽毛球錦標賽，以东道主身分出戰女子單打項目。她先在首、次圈淘汰荷蘭的苏拉娅·德维什·艾贝尔根和13號種子、日本的三谷美菜津；在第三圈與5號種子、泰國的拉差诺·因达农對戰，又因對手退賽而晉級。她在半準決賽面對4號種子、中華台北的戴資穎，先被對手拿下首局，更在第二局一度落後到14-20，但其後連趕8分大逆轉，以22-20扳平局數，最後更成功拿下第三局，首次打進四強。
法内特里在準決賽对阵2號種子、印度的塞娜·内维尔，結果以0比2（17-21、17-21）落敗，僅得季軍。

## 主要比賽成績
只列出曾進入準決賽的國際賽事成績：
| 年份   | 賽事                     | 公開賽級別 | 項目     | 成績   |
| ------ | ------------------------ | ---------- | -------- | ------ |
| 2010年 | 優霸盃                   | 其他       | 女子團體 | 銅牌   |
| 2010年 | 印度羽毛球黃金大獎賽     | 黃金大獎賽 | 女子單打 | 準決賽 |
| 2010年 | 亞洲運動會羽毛球比賽     | 其他       | 女子團體 | 銅牌   |
| 2012年 | 越南羽毛球大獎賽         | 大獎賽     | 女子單打 | 亞軍   |
| 2012年 | 印尼羽毛球黃金大獎賽     | 黃金大獎賽 | 女子單打 | 準決賽 |
| 2012年 | 中華台北羽毛球黃金大獎賽 | 黃金大獎賽 | 女子單打 | 亞軍   |
| 2012年 | 印度羽毛球黃金大獎賽     | 黃金大獎賽 | 女子單打 | 冠軍   |
| 2013年 | 新加坡羽毛球超級賽       | 超級賽     | 女子單打 | 準決賽 |
| 2014年 | 印度羽毛球黃金大獎賽     | 黃金大獎賽 | 女子單打 | 準決賽 |
| 2015年 | 蘇迪曼盃                 | 其他       | 混合團體 | 季軍   |
| 2015年 | 東南亞運動會羽毛球比賽   | 其他       | 女子團體 | 銅牌   |
| 2015年 | 世界羽毛球錦標賽         | 其他       | 女子單打 | 季軍   |

| 2007-2017年 | 首要超級賽 | 超級賽 | 黃金大獎賽 | 大獎賽 | 國際挑戰賽 | 國際系列賽 | 未來系列賽 | 其他 |

| 2018-2026年 | 總決賽 | 超級1000賽 | 超級750賽 | 超級500賽 | 超級300賽 | 超級100賽 | 國際挑戰賽 | 國際系列賽 | 未來系列賽 | 其他 |

### 奧運會和世錦賽參賽紀錄
|          | 2011 | 2012 | 2013 | 2014 | 2015 | 2016       |
| -------- | ---- | ---- | ---- | ---- | ---- | ---------- |
| 女子單打 | 32強 | －   | 16強 | 16強 | 季軍 | 小組第三名 |